# Maguey Primero
Maguey Primero är en ort i Mexiko.   Den ligger i kommunen Tantoyuca och delstaten Veracruz, i den sydöstra delen av landet, 230 km norr om huvudstaden Mexico City. Maguey Primero ligger 196 meter över havet och antalet invånare är 390.
Terrängen runt Maguey Primero är huvudsakligen platt, men åt sydväst är den kuperad. Maguey Primero ligger uppe på en höjd. Runt Maguey Primero är det ganska tätbefolkat, med 72 invånare per kvadratkilometer. Närmaste större samhälle är Tantoyuca, 2,5 km väster om Maguey Primero. Trakten runt Maguey Primero består till största delen av jordbruksmark.